# طبقي
| نقطة النطق (مخرج حرف) |
| 1. شفوي - شفتاني - أسناني شفوي 2. شفوي لساني 3. نطعي - بين أسناني - أسناني - لثوي - ارتدادي - لثوي غاري - غاري لثوي 4. خلفي - غاري - طبقي - لهوي 5. حلقي 6. حنجري |

الأصوات الطَّبَقِيَّة هي الصوامت التي يقارب فيها مؤخّر اللسان الطّبَق (أي الحنك الرخو) أو يلامسه. مثل نطق الكاف ⟨ك⟩ [k] في اللغة العربية عامةً، نطق الجيم ⟨ج⟩ [g] في اللهجة المصرية، نطق القاف ⟨ق⟩ [g] في أغلب لهجات الجزيرة العربية. والأصوات الطبقية تضم أيضاً أحد طرق نطق الخاء ⟨خ⟩ [x] والغين ⟨غ⟩ [ɣ] في أغلب اللهجات العربية الحديثة، إضافةً إلى النطق اللهوي لهما.